# Jan Heřman (Pianist)

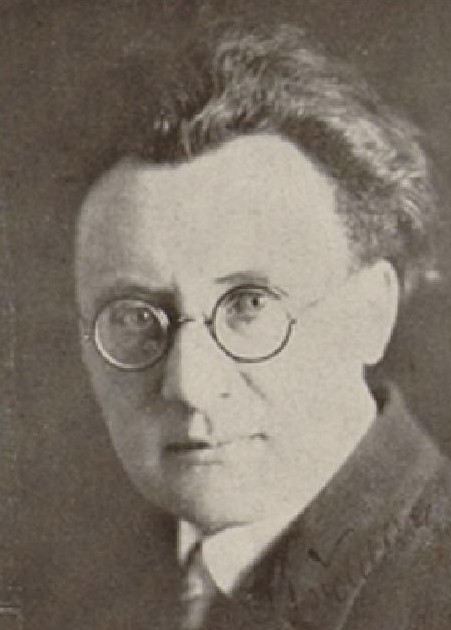
Jan Heřman

Jan Heřman (* 31. August 1886 in Neveklov; † 30. September 1946 in Prag) war ein tschechischer Pianist und Musikpädagoge.

## Leben und Wirken
Heřman erhielt den ersten Klavier-, Orgel- und Violinunterricht von seinem Vater, dem Geiger Jan Heřman. Ab 1899 hatte er am Prager Konservatorium Violinunterricht bei Otakar Ševčík. Von 1903 bis 1909 studierte er an der Musikhochschulen Pilsen Klavier bei Adolf Mikeš. Nach Auftritten in verschiedenen tschechischen Städten unternahm er 1904 eine viermonatige Reise als Klavierbegleiter der Geigerin Marie Heritesová durch die USA.
1907 debütierte er als Klaviersolist am Prager Rudolfinum mit Frédéric Chopins Klavierkonzert. Im gleichen Jahr spielte er hier mit der Tschechischen Philharmonie Beethovens 4. Klavierkonzert. 1908 arbeitete er als Korrepetitor am Tschechischen Nationaltheater.
Von 1909 bis 1912 wirkte er als Klavierlehrer in Orel. Von 1914 bis zu seinem Tod unterrichtete er Klavier am Prager Konservatorium, wo er ab 1934 als Professor eine Meisterklasse leitete. Einer seiner Schüler war
Karel Vinklát. Daneben unternahm er zahlreiche Konzertreisen nach London und Paris, Wien, Kopenhagen, Berlin, Warschau, Hamburg und den Haag.
Als Kammermusiker spielte er seit 1915 im České kvarteto, mit dem er u. a. erfolgreich in Frankreich auftrat. Seit 1933 war er Mitglied des České Trio. Neben Werken klassischer und romantischer Komponisten
spielte Heřman auch Werke zeitgenössischer tschechischer Komponisten wie Vítězslav Novák, Emil Axman, Rudolf Karel, Bohuslav Martinů und Leoš Janáček und machte das tschechische Publikum mit Werken César Francks, Max Regers, Richard Strauss’ und Arthur Honeggers bekannt.
1931 erhielt er den Staatspreis für sein Lebenswerk, 1934 die Silberplakette der Smetana-Gesellschaft. 1946 wurde er mit dem Titel eines Volkskünstlers ausgezeichnet.